# Misericordia Dei
Misericordia Dei (česky Boží milosrdenství) je apoštolský list ve formě motu proprio papeže Jana Pavla II. z 2. května 2002 o některých aspektech slavení svátosti smíření a zadostiučinění.

## Obsah
V úvodních odstavcích dopisu papež připomněl, co je to dar smíření s Bohem a jak jej přijímáme ve svátosti svaté zpovědi, kterou mohou udělovat pouze biskupové a kněží k tomu oprávnění, tzv. služebníci svátosti. S odkazem na své dřívější dokumenty – apoštolský list Novo millennio ineunte a exhortaci Reconciliatio et paenitentia – Jan Pavel II. připomněl naléhavou potřebu překonat krizi postihující praxi svátosti pokání. S odkazem na ustanovení Tridentského koncilu připomněl tzv. podmínky svaté zpovědi:
1. zpytování svědomí
2. lítost nad hříchy
3. předsevzetí nehřešit v budoucnu
4. vyznání hříchů
5. zadostiučinění

Papež připomněl, že běžnou formou slavení svátosti smíření je individuální zpověď, a zároveň odsoudil praxi zneužívání mimořádné formy všeobecného nebo hromadného rozhřešení. Svévolné rozšiřování pojmu vážné nutnosti, o němž hovoří kánon 961 Kodexu kanonického práva, je třeba považovat za nelegitimní. Po vyslechnutí názorů: Kongregace pro nauku víry, Kongregace pro bohoslužbu a kázeň svátostí a Papežské rady pro právní texty, Jan Pavel II. připomněl důležitější zákony týkající se svátosti pokání a smíření, zejména podmínky, které musí být splněny, aby bylo povoleno kolektivní nebo individuální rozhřešení. Místem pro slavení svátosti smíření by podle dokumentu měla být zpovědnice s mřížkou.